# ケプラー452
ケプラー452（英語: Kepler-452）とは、地球から見てはくちょう座の方向に約1400光年離れた位置にある太陽に非常によく似たG型主系列星である。2015年7月23日にNASAはケプラー宇宙望遠鏡の観測によってこれまでで最も地球に似ているとされている太陽系外惑星ケプラー452bの発見を公表した。

## 恒星
| 太陽 | ケプラー452 |
| ---- | ----------- |
| 太陽 | Exoplanet   |

ケプラー452は太陽の1.01倍の質量と1.17倍の半径を持つ、太陽に非常によく似ているスペクトル型がG2型のG型主系列星である。表面温度は太陽よりやや高い。また、金属量が太陽より21%多い。年齢は60億年と太陽より約15億年先に誕生した恒星だと考えられている。ケプラー452のハビタブルゾーン（液体の水が存在できる領域）は0.828AUから1.95AUの間だと考えられている。後述する惑星ケプラー452bはこのハビタブルゾーンのやや内側に寄った軌道を公転している。

## 惑星
2015年7月、ケプラー452の周りをケプラー452bという太陽系外惑星が公転していることが発表された。NASAはケプラー宇宙望遠鏡が発見した中で最も地球に似ているかもしれないと発表した。ケプラー452bはあらゆる報道で地球のいとこやEarth2.0などと称されている。
| 名称 （恒星に近い順） | 質量 | 軌道長半径 （天文単位） | 公転周期 (日)        | 軌道離心率 | 軌道傾斜角           | 半径               |
| --------------------- | ---- | ----------------------- | -------------------- | ---------- | -------------------- | ------------------ |
| b                     | —    | 1.046+0.019 −0.015      | 384.843+0.007 −0.012 | 0          | 89.806+0.134 −0.049° | 1.63+0.23 −0.20 R⊕ |